# Тютин, Игорь Викторович
И́горь Ви́кторович Тю́тин (род. 24 августа 1940) — советский и российский физик-теоретик. Доктор физико-математических наук (1979), главный научный сотрудник Физического института им. П. Н. Лебедева РАH. Баллотировался в члены-корреспонденты РАН (2008).

## Научная деятельность
В 1975 году обнаружил глобальную симметрию эффективного действия квантовой калибровочной теории (Метод квантования Бекки — Руэ — Стора — Тютина).
В конце 1970-х и 1980-х годах работал по совместительству на кафедрах теоретической физики и математического анализа Томского государственного педагогического института.

## Основные работы
- Гитман Д. М, Тютин И. В. Каноническое квантование полей со связями. — М.: Наука, 1986. — 216 с.
- D. M. Gitman, I. V. Tyutin. Quantization of Fields with Constraints, Springer-Verlag, 1990, 291 p.

## Награды
- Премия имени И. Е. Тамма (2001) за цикл работ «Вопросы формулировки, анализа структуры и перенормировки калибровочных теорий общего вида»[8]
- Премия Дэнни Хайнемана в области математической физики (2009)